# Maria Teresa de Filippis
Maria Teresa de Filippis (ur. 11 listopada 1926 w Neapolu, zm. 8 stycznia 2016 w Scanzorosciate) – włoska kierowca wyścigowy, pierwsza kobieta biorąca udział w wyścigach Formuły 1. W jedynym wyścigu (Grand Prix Belgii), który ukończyła, była na 10. pozycji. W 1958 startowała w zespole konstruktorów Maserati, a w sezonie 1959 w Porsche.

## Wyniki

### Formuła 1
| Sezon | Zespół                   | Samochód               | Silnik   | 1       | 2       | 3   | 4   | 5      | 6   | 7   | 8   | 9      | 10     | 11  | Msc. | Punkty |
| ----- | ------------------------ | ---------------------- | -------- | ------- | ------- | --- | --- | ------ | --- | --- | --- | ------ | ------ | --- | ---- | ------ |
| 1958  | Maria Teresa de Filippis | Maserati 250F          | Maserati | ARG     | MON DNQ | NED | 500 | BEL 10 | FRA | GBR | GER |        | ITA NU | MOR | NS   | 0      |
| 1958  | Scuderia Centro Sud      | Maserati 250F          | Maserati |         |         |     |     |        |     |     |     | POR NU |        |     | NS   | 0      |
| 1959  | Dr Ing F Porsche KG      | Behra-Porsche RSK (F2) | Porsche  | MON DNQ | 500     | NED | FRA | GBR    | GER | POR | ITA | USA    |        |     | NS   | 0      |